# Madsen (metralhadora)
A Madsen foi uma metralhadora leve desenvolvida em 1902, pelo Capitão Madsen da artilharia do Exército da Dinamarca. Sendo uma das primeiras metralhadoras leves produzidas em grande quantidade, a sua acção era única e requeria uma maquinação cuidada durante a sua fabricação. O seu funcionamento baseava-se no sistema de recuo longo do cano.
A Madsen foi uma das primeiras metralhadoras leves que foram produzidas em larga escala, sendo vendido para mais de 34 diferentes nações pelo mundo, tendo participação em diversos conflitos por mais de 80 anos.

## Uso operacional

### Primeira Guerra Mundial
A Madsen foi usada pela primeira vez em combate durante a Guerra Russo-Japonesa, nas mãos do Exército Russo, que tinha comprado 1.200 exemplares da arma. Durante a Primeira Guerra Mundial, o Exército Alemão usou a versão de calibre 7,92 mm para armar as suas companhias de infantaria, tropas de montanha e tropas de assalto. Era considerada uma arma cara de produzir, mas extremamente fiável. Foi vendida a 34 países em versões de cerca de doze calibres diferentes.

### Entre guerras
A metralhadora foi adquirida pelos paraguaios entre os anos de 1920 e 1930 onde estavam se armando para iniciar uma guerra contra as forças bolivianas para tomar a região de Gran Chaco, no que ficou conhecido como a Guerra do Chaco (1932-1935). No início da guerra cerca de 400 destas metralhadoras estavam em mãos paraguaias, sendo mais adquiridas durante o seu decorrer. Nesta época foram adquiridos pelo Brasil cerca de 23 Tankettes L3/35|CV-35 da Itália nos anos de 1930, sendo a maioria destes armados com metralhadoras Madsens duplas de 7 mm.

### Segunda Guerra Mundial
No início da Segunda Guerra Mundial a metralhadora Madsen ainda estava em serviço em diversos exércitos. Em 1940 o Exército da Noruega usou 3.500 da versão M/22 de calibre 6,5x55 mm na defesa do seu país contra a invasão alemã.
Nesta época foi formado o primeiro esquadrão norueguês que era equipado principalmente com as metralhadoras Madsen, sendo tempos depois incorporada em outros esquadrões. Foram formados vários batalhões e cada um contava com 36 Madsens, e outras nove metralhadoras pesadas M/29. Contudo não era considerada uma arma ideal pelos soldados noruegueses pelo fato de emperrar após alguns disparos, tendo assim ganhado o apelido de Jomfru Madsen (em inglês: Virgin Madsen).
Madsens capturadas foram usadas por unidades de segunda linha alemãs durante toda a guerra. Também eram a metralhadora padrão do Exército das Índias Orientais Holandesas, sendo algumas capturadas e usadas pelo exército imperial japonês.

### Guerra do Ultramar
A Madsen era uma das metralhadoras leves padrão do Exército Português, que adquiriu dois lotes, um em 1930 e outro em 1941. Estas armas ainda estavam em serviço no início da década de 1960, sendo usadas em combate nos primeiros anos da Guerra do Ultramar. A metralhadora tinha como principal emprego o uso como um armamento temporário em veículos de combate blindados Auto-Metralhadora-Daimler 4 × 4 Mod.F/64, sendo usada em Daimler Dingos que tinham a sua estrutura superior modificada onde era montada uma estrutura que permitia o acoplamento da metralhadora.

### Uso no Brasil
A Madsen calibre 7.62 é usada frequentemente em confrontos com traficantes de drogas pela Polícia Militar do Estado do Rio de Janeiro. Algumas destas armas utilizadas pelas forças policiais brasileiras foram capturadas dos traficantes, recondicionadas e colocadas em serviço em prol da população para combatê-los, muitas destas são armas antigas são oriundas do Exército Argentino e outras foram roubadas de museus. Mas a maioria das Madsens usadas pela polícia brasileira são provenientes do Exército Brasileiro. Estas são armas .30-06 Springfield convertidas para 7.62 mm NATO.
As fontes oficiais do Exército Brasileiro brasileiras dão conta de que as metralhadoras Madsen foram retiradas de serviço em 1996. Já nas forças policiais, as armas foram sendo substituídas gradativamente a partir do início de 2008 por armas mais modernas e com maior poder de fogo, sendo as últimas Madsens retiradas de serviço em abril de 2008. Contudo existem fotografias tiradas no dia 19 de outubro de 2009 dos combates entre a polícia e os traficantes que mostram que a metralhadora continua sendo utilizada.
Em meados de 2018, vídeos e fotos que começaram a circular pela internet mostram que a metralhadora ainda é utilizada pela polícia do Rio de Janeiro.

## Países utilizadores
- Argentina
- Brasil
- Bélgica
- Chile
- Taiwan
- Dinamarca
- El Salvador[5]
- Estónia
- Império Alemão
- Alemanha
- Noruega
- Países Baixos
- Paraguai
- Portugal
- Império Russo
- Suécia
- Tailândia